# Czyżewo (Cuyavia y Pomerania)
Czyżewo [t͡ʂɨˈʐɛvɔ] (en alemán: Zeising) es un pueblo en el distrito administrativo de Gmina Rypin, dentro del Distrito de Rypin, Voivodato de Cuyavia y Pomerania, en el norte de Polonia. Se encuentra aproximadamente 6 kilómetros al noroeste de Rypin y 52 kilómetros al este de Toruń.